# Campionati africani di lotta 1998
I campionati africani di lotta 1998 sono stati la 15ª edizione della manifestazione continentale organizzata dalla FILA. Si sono svolti al Cairo in Egitto dal 23 al 26 aprile 1998. 

## Podi

### Uomini

#### Lotta libera
| Evento | Oro                                  | Argento                           | Bronzo                              |
| 54 kg  | Ali Mohamed Hassan Abu Taleb Egitto  | Shaun Williams Sudafrica          | Omar Kedjaouar Algeria              |
| 58 kg  | Jantije Smit Sudafrica               | Abdel Wahab Shaaban Egitto        | Ben Hamada Mohamed Algeria          |
| 63 kg  | Ahmed Esmat Egitto                   | Farid Hanoun Algeria              | Jabeur Dridi Tunisia                |
| 69 kg  | Bennie Labuschagne Sudafrica         | Felix Malala Die Dion Senegal     | Anro Hassan Egitto                  |
| 76 kg  | Ian du Toit Sudafrica                | Mohamed A. Lated Egitto           | Nico Jacobs Namibia                 |
| 85 kg  | Alioune Diouf Senegal                | Vincent Aka Akesse Costa d'Avorio | Issam Abdel Azim Egitto             |
| 97 kg  | Isaac Mpia Endjam Camerun            | Phanie Vermaak Sudafrica          | Karam Mohammed Gaber Ibragim Egitto |
| 130 kg | Hisham Abdelwahab Abdelmoamen Egitto | Omrane Ayari Tunisia              | Dries Pretorius Sudafrica           |

#### Lotta greco-romana
| Evento | Oro                                        | Argento                          | Bronzo                        |
| 54 kg  | Ashraf Miligy Egitto                       | Mohamed Saadi Algeria            | Walid Nefzi Tunisia           |
| 58 kg  | Mohamed Amine Benhammadi Algeria           | Khasahab Saber Egitto            | Salih Nabil Tunisia           |
| 63 kg  | Yassine Djakrir Algeria                    | Raynard Mouton Sudafrica         | Moustafa Elkest Egitto        |
| 69 kg  | Anwar Kandafil Marocco                     | Jacques Rossouw Sudafrica        | Abdou Saeed El Barbary Egitto |
| 76 kg  | Mohamed Ibrahim Abdelfattah Mohamed Egitto | Amor Bach Hamba Tunisia          | Gideon Malherbe Sudafrica     |
| 85 kg  | Karam Mohammed Gaber Ibragim Egitto        | Sofiane Ouadjnia Algeria         | Mohamed Smiry Marocco         |
| 97 kg  | Hassen Fkiri Tunisia                       | Markus Johannes Dekker Sudafrica | Mohamed Med Kamal Egitto      |
| 130 kg | Omrane Ayari Tunisia                       | Mohamed El Sayed Egitto          | Riaan van Bentheim Sudafrica  |

### Donna

#### Lotta libera
| Evento | Oro                           | Argento                        | Bronzo                   |
| 46 kg  | Fadhila Louati Tunisia        | Bouchra Melouany Marocco       | Aicha Kaba Guinea        |
| 51 kg  | Ahawi Amal Imani Marocco      | Nour El Houda Bejaoui Tunisia  | Sihem Boudchiche Algeria |
| 56 kg  | Salma Ferchichi Tunisia       | Bouchra Boutayeb Marocco       | Eltahra Hassan Egitto    |
| 62 kg  | Asmaa Eddahar Marocco         | Yousria Magdy Elberhamy Egitto | Zaraa Raouafi Tunisia    |
| 68 kg  | Marie Nicole Diédhiou Senegal | Rim Garram Tunisia             | Aiat Khalifa Egitto      |
| 75 kg  | Saida Riabi Tunisia           | Fatma Hossein Egitto           | Sona Bassa Senegal       |

## Medagliere
La nazione ospitante è evidenziata.
| Pos.   | Paese          | Oro | Argento | Bronzo | Totale |
| ------ | -------------- | --- | ------- | ------ | ------ |
| 1      | Egitto         | 6   | 6       | 8      | 20     |
| 2      | Tunisia        | 5   | 4       | 4      | 13     |
| 3      | Sudafrica      | 3   | 5       | 3      | 11     |
| 4      | Marocco        | 3   | 2       | 1      | 6      |
| 5      | Algeria        | 2   | 3       | 3      | 8      |
| 6      | Senegal        | 2   | 1       | 1      | 4      |
| 7      | Camerun        | 1   | 0       | 0      | 1      |
| 8      | Costa d'Avorio | 0   | 1       | 0      | 1      |
| 9      | Namibia        | 0   | 0       | 1      | 1      |
| 9      | Guinea         | 0   | 0       | 1      | 1      |
| Totale | Totale         | 22  | 22      | 22     | 66     |